# Future of the Left
Future of the Left est un groupe britannique de rock alternatif, originaire de Cardiff, Pays de Galles. La formation comprend le chanteur et guitariste Andy « Falco » Falkous, le batteur Jack Egglestone, tous deux étant précédemment dans le groupe McLusky et le chanteur/bassiste Kelson Mathias (qui quittera le groupe en 2010), qui faisait autrefois partie de Jarcrew (créé à Ammanford).

## Historique

### Débuts
Future of the Left est formé en mi-2005 après la séparation des groupes Mclusky et Jarcrew en deux mois et au commencement de l'année. Le nouveau groupe comprend le chanteur et guitariste Andy « Falco » Falkous et le batteur Jack Egglestone (tous les deux ex-Mclusky), avec le chanteur et bassiste Kelson Mathias et le bassiste Hywel Evans (tous les deux ex-Jarcrew). Evans part et forme le groupe de math rock, Truckers of Husk.
Les premières performances de Future of the Left se font en secret sous les noms de Guerilla Press et Dead Redneck pour éviter toute attention de la part des fans de Mclusky et Jarcrew. Ils jouent pour la première fois au Clwb Ifor Bach, à Cardiff, le 2 juillet 2006, sous le nom de Mooks of Passim. Le premier concert du groupe en tête d'affiche (sous le nom de Future of the Left) s'effectue au club Barfly de Camden le 1er septembre 2006. À la fin de 2006, le trio signe avec Too Pure, label qui a également signé Mclusky.
Leur premier single, un vinyle face A Fingers Become Thumbs/The Lord Hates A Coward (avec The Fibre Provider en face B) est publié le 29 janvier 2007 en édition très limitée. Une newsletter de Too Pure en mars indique que Future of the Left indique un nouveau split single avec Winnebago Deal du label Fierce Panda Records le 10 mai. Cependant, Falco explique qu'« il faudra [lui] passer sur le corps [avant que cela n'arrive]. » La chanson est publiée en single 7-inch le 4 juillet 2007, mais sans qu'il ne s'agisse d'un split. Le 10 septembre, le groupe publie Small Bones Small Bodies comme single.
Le premier album, Curses, est publié le 24 septembre 2007 au Royaume-Uni, et le 1er octobre au Japon.

### Travels With Myself and Another
Le 21 novembre 2008, Future of the Left annule le reste de ses dates en tournée en Chine et en Australie, pour se consacrer à l'enregistrement d'un nouvel album. Ils publient leur deuxième album, Travels with Myself and Another, le 22 juin 2009. Cependant, l'album est publié illégalement sur Internet un mois avant sa sortie internet ; Falkous exprimera sa colère dans plusieurs blogs. Néanmoins, l'album est bien accueilli par la presse spécialisée, et est noté d'un 9/10 par Drowned in Sound, et d'un 8/10 par Pitchfork.
Le 7 mai 2010, Kelson Mathias annonce son départ sur MySpace.

### Nouveaux albums
En 2012, ils publient The Plot Against Common Sense (en), qui reçoit le Welsh Music Prize, suivi de How to Stop Your Brain in an Accident en 2013. Leur nouvel album, The Peace and Truce of Future of the Left, est publié en 2016.

## Membres

### Membres actuels
- Andy « Falco » Falkous – chant, guitare, claviers, basse (depuis 2005)
- Jack Egglestone – batterie
- Julia Ruzicka – basse, chant, claviers (depuis 2010)

### Anciens membres
- Kelson Mathias – basse, chant, claviers, guitare (2005–2010)
- Hywel Evans – guitare (2005)
- Jimmy Watkins – guitare, chant (2010–2015)

### Membres de tournée
- Steven Hodson – basse, chant, claviers (2010)
- Ian Catskilkin – guitare, chant (2014, 2016)

## Discographie

### Albums studio
- 2007 : Curses
- 2009 : Travels with Myself and Another
- 2012 : The Plot Against Common Sense
- 2013 : How to Stop Your Brain in an Accident
- 2016 : The Peace and Truce of Future of the Left

### EP
- 2011 : Polymers Are Forever
- 2012 : At Magnetic West
- 2012 : Man vs. Melody
- 2013 : Love Songs For Our Husbands
- 2013 : Human Death
- 2016 : To Failed States and Forest Clearings

### Album live
- 2009 : Last Night I Saved Her From Vampires